# Alejandro Hernández Hernández
Alejandro José Hernández Hernández (* 10. November 1982 auf Lanzarote, Kanarische Inseln) ist ein spanischer Fußballschiedsrichter. Er pfeift seit 2012 in der Primera División und ist seit 2014 als FIFA-Schiedsrichter gelistet.

## Leben und Wirken
Alejandro Hernández Hernández wurde am 10. November 1982 auf der Kanarischen Insel Lanzarote geboren. Nachdem er zuvor nur im Jugendbereich und auf Amateurebene als Schiedsrichter fungierte, debütierte er in der Saison 2004/05 als Schiedsrichter in der drittklassigen Segunda División B. In dieser Spielzeit leitete er 13 Partien und vergab 93 gelbe sowie sechs rote Karten. In der darauffolgenden Saison war er an abermals 13 Meisterschaftsspielen beteiligt und kam auf eine Bilanz von 71 gelben und neun roten Karten. Dieser Werte stiegen 2006/07 deutlich, als er bereits 107 gelbe und 19 rote Karten vergab. Daraufhin stieg er auch zum Schiedsrichter für die Segunda División, die zweithöchste spanische Liga, auf und leitete über einen Zeitraum von fünf Spielzeiten 102 Zweitligapartien und vergab 627 gelbe, sowie 64 rote Karten. In der Copa del Rey 2008/09 gab er auch sein Pokaldebüt und leitete daraufhin auch Pokalspiele in den Saisons 2009/10 und 2011/12. Vor dem Start der Primera División 2012/13 wurde Hernández Hernández zum Erstligaschiedsrichter ernannt und leitete fortan regelmäßig um die 20 Ligaspiele pro Saison. Des Weiteren war er ein regelmäßig eingesetzter Schiedsrichter im spanischen Fußballpokal und leitete in der Saison 2016/17 zudem seinen ersten spanischen Supercup. In der gleichen Spielzeit leitete er sein zweites El Clásico. Im Jahre 2014 stieg der in Arrecife wohnhafte Hernández Hernández zum FIFA-Schiedsrichter auf und leitete fortan auch Partien auf internationaler Ebene. Angefangen von Freundschaftsspielen leitete er bereits Spiele in der U-17-EM-, U-19-EM- und U-21-EM-Qualifikation und war einer von sechs Schiedsrichtern bei der U-19-Fußball-Europameisterschaft 2016 in Deutschland. In der UEFA Youth League 2015/16 und der UEFA Youth League 2016/17 leitete Hernández Hernández jeweils ein Spiel. Hinzu kommen bis dato (Stand: 1. August 2018) drei Europa-League-Qualifikationsspiele, sowie vier Qualispiele zur UEFA Champions League. Im Mai 2018 pfiff er seine dritte Partie im El Clásico.
Im April 2024 wurde Hernández Hernández als Videoschiedsrichter für die Europameisterschaft 2024 in Deutschland nominiert.

## Auszeichnungen (Auswahl)
- 2× Verleihung der Trofeo Vicente Acebedo: 2012 und 2017
- 1× Verleihung der Trofeo Guruceta: 2015